# Складна черепаха габонська
Склáдна черепаха габонська (Pelusios gabonensis) — вид черепах з роду Складні черепахи родини Пеломедузові черепахи.

## Опис
Загальна довжина карапаксу досягає 27—32 см. Спостерігається статевий диморфізм: самці більші за самиць. Голова порівняно невелика, товста. Ніс трохи виступає уперед. Карапакс плаский, подовжений, овальної форми. Пластрон містить шарнір між грудними і черевними щитками. Рухові зв'язки добре розвинені, що дозволяє черепасі повністю зачинятися у панцирі. Задні лапи мають ребристість, на пальцях по 5 кігтів.
Голова чорна, колір голови у вигляді чорні плями у формі «Y» або «V», від потилиці до шиї. Очі жовто—карі. Колір нижньої поверхні нижньої щелепи й шиї блідо—жовтий. Забарвлення спини, кінцівок, хвоста темно—коричневе та темно—сіре. Карапакс жовто—коричневий, пластрон чорний або темно—коричневий.

## Спосіб життя
Полюбляє тропічні дощові ліса, болота, струмки, річки. Молоді особини віддають перевагу стоячій воді, а дорослі — проточній. Харчується рибою, молюсками, ракоподібними, земноводними, комахами.
Самиця відкладає до 10 яєць. Інкубаційний період триває 60—70 днів.

## Розповсюдження
Мешкає у західній Африці: Демократична Республіка Конго, Республіка Конго, Габон, Екваторіальна Гвінея, Камерун, Нігерія, Бенін, о. Принсіпі, Центральноафриканська Республіка, Того, Гана, Кот-д'Івуар, Ліберія, Гвінея.